# Keosauqua
Keosauqua (uitgesproken als [k'ie-joh-saw-kwaa]) is een plaats (city) in de Amerikaanse staat Iowa, en valt bestuurlijk gezien onder Van Buren County.

## Demografie
Bij de volkstelling in 2000 werd het aantal inwoners vastgesteld op 1066. In 2006 is het aantal inwoners door het United States Census Bureau geschat op 1085, een stijging van 19 (1,8%).

## Geografie
Volgens het United States Census Bureau beslaat de plaats een oppervlakte van 4,1 km², waarvan 3,8 km² land en 0,3 km² water. Keosauqua ligt op ongeveer 179 m boven zeeniveau.

## Plaatsen in de nabije omgeving
De onderstaande figuur toont nabijgelegen plaatsen in een straal van 16 km rond Keosauqua.